# Preston School of Industry
Preston School of Industry ist eine US-amerikanische Indie-Rock-Band. 

## Geschichte
Die Band wurde 1999 von dem Gitarristen und Sänger Scott Kannberg in Stockton (Kalifornien) gegründet, nachdem sich seine frühere Band Pavement wegen künstlerischer Differenzen zwischen Kannberg und Stephen Malkmus aufgelöst hatte. 
Das Debütalbum der Band erschien 2001. Auf der folgenden Tour wurde Kannberg von den beiden Musikern Dan und Maureen sowie von Jim Lindsay von der Band Oranger aus San Francisco begleitet. Im Jahr 2004 folgte das nächste Album Monsoon, an dessen Entstehung auch Musiker der Bands The Minus 5 und Wilco beteiligt waren.
Nach einer Tournee durch Australien im Sommer 2004 zog sich die Band zurück. Ende 2006 gab Kannberg allerdings in einem Interview an, sehr langsam an einem neuen Album zu arbeiten und nicht genau zu wissen, wann es erscheinen wird.
In den USA ist die Band bei Matador Records unter Vertrag. In Großbritannien veröffentlichte Domino Records eine EP mit fünf Liedern der Band.

## Diskografie
- 2001: All This Sounds Gas
- 2004: Monsoon